# Aubach (Elsava)
De Aubach is een zijriviertje van de Elsava in de Duitse deelstaat Beieren met een lengte van circa 13,8 kilometer. De rivier ontspringt bij Wildensee (gemeente Eschau) en mondt bij Eschau uit in de Elsava.
De Aubach ontspringt in een klein meer bij het dorp Wildensee, aan de voet van de Hundsrückkopf (478 meter) in het bosrijke middelgebergte de Spessart. Het riviertje stroomt hoofdzakelijk westwaarts door een smal beekdal. Dit beekdal en zijn omgeving (circa 63 hectare) zijn aangewezen als beschermd natuurgebied, het natuurgebied Aubachtal bei Wildensee. Vlak voor de monding bij Eschau mondt op de linkeroever het zijriviertje de  Brunnenweggraben uit in de Aubach.